# Maximiliano de Beauharnais
Maximiliano José Eugênio Augusto Napoleão de Beauharnais (em francês: Maximilian Joseph Eugene Auguste Napoleon; Munique, 2 de outubro de 1817 — São Petersburgo, 1 de novembro de 1852) foi o segundo filho do príncipe Eugênio de Beauharnais, Duque de Leuchtenberg e de sua esposa, a princesa Augusta da Baviera.
Ele foi o 3.° duque de Leuchtenberg, um príncipe da França, príncipe hereditário ao Reino da Itália (uma criação de Napoleão I da França) e pretendente ao principado de Veneza e ao grão-ducado de Frankfurt.

## História familiar
Maximiliano foi o segundo filho de Eugênio de Beauharnais (filho adotivo de Napoleão I), 1.° duque de Leuchtenberg, e de sua esposa, a princesa Augusta da Baviera. Seus avós maternos foram o rei Maximiliano I José da Baviera e a princesa Augusta Guilhermina de Hesse-Darmstadt. Entre seus irmãos, estavam Amélia de Leuchtenberg, consorte do imperador Pedro I do Brasil; Josefina de Leuchtenberg, consorte de Óscar I da Suécia; e Augusto de Beauharnais, consorte de Maria II de Portugal.
O título de duque de Leuchtenberg foi concedido ao seu pai por seu avô materno, em 14 de novembro de 1817. Tal título veio com a administração do principado de Eichstätt. Maximiliano era o segundo na linha de sucessão ao ducado.
Em 21 de fevereiro de 1824, seu pai faleceu, e seu irmão mais velho, Augusto, tornou-se o 2.° duque de Leuchtenberg. Contudo, Augusto morreu sem deixar nenhum filho em março de 1835, e Maximiliano passou de herdeiro presuntivo a 3.° duque de Leuchtenberg.

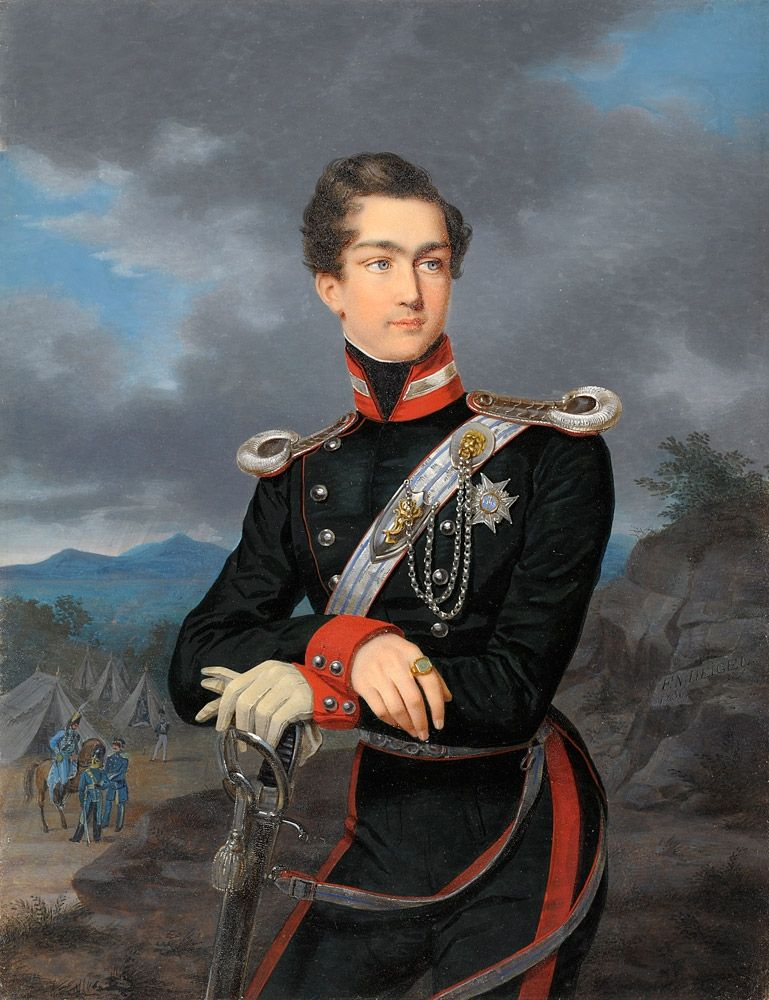
Maxmiliano em 1836, por Franz Napoleon Heigel.

## Casamento
No dia 2 de julho de 1839, Maximiliano desposou a grã-duquesa Maria Nikolaevna da Rússia, na capela do Palácio de Inverno. Ela era a filha mais velha do imperador Nicolau I da Rússia e de sua consorte, Carlota da Prússia.

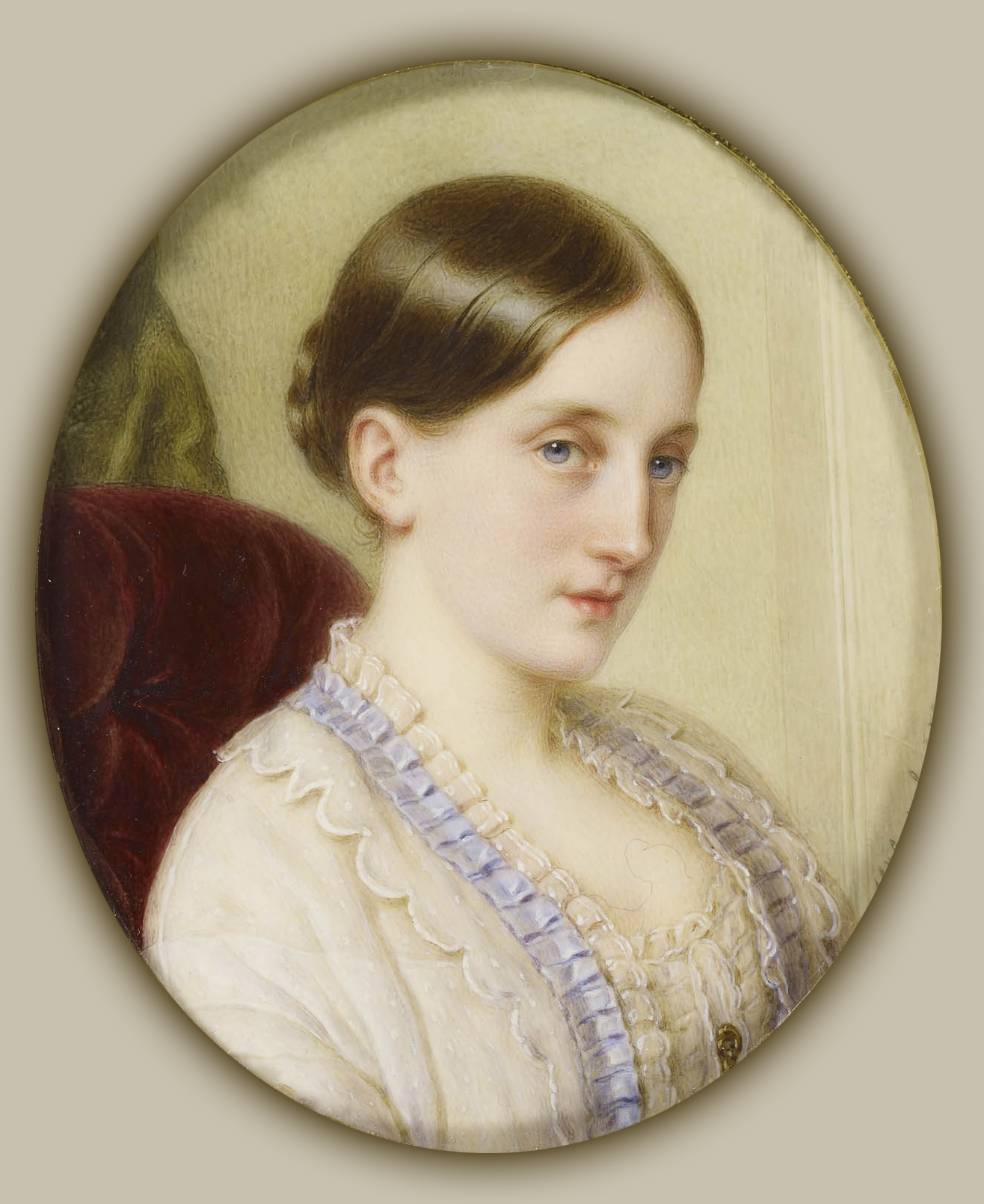
Maria Nikolaevna da Rússia noiva de Maximiliano

Seu sogro concedeu-lhe, em 14 de julho daquele ano, o tratamento russo de Sua Alteza Imperial.

## Descendentes
Através de sua filha Maria de Leuchtenberg (1841-1914), Maximiliano é o avô do príncipe Maximiliano de Baden (1867-1929), o chanceler da Alemanha durante a Primeira Guerra Mundial.
Sua filha mais nova, Eugênia de Leuchtenberg (1845-1925) casou-se com Sua Alteza Imperial o duque Alexandre Petrovich de Oldemburgo (1844-1932), neto da grã-duquesa Catarina Pavlovna da Rússia. Ela se tornou a mãe do duque Pedro Alexandrovich de Oldemburgo (1868-1924), o marido divorciado da grã-duquesa Olga Alexandrovna da Rússia (1882-1960), a irmã mais jovem do imperador Nicolau II da Rússia.

## Galeria

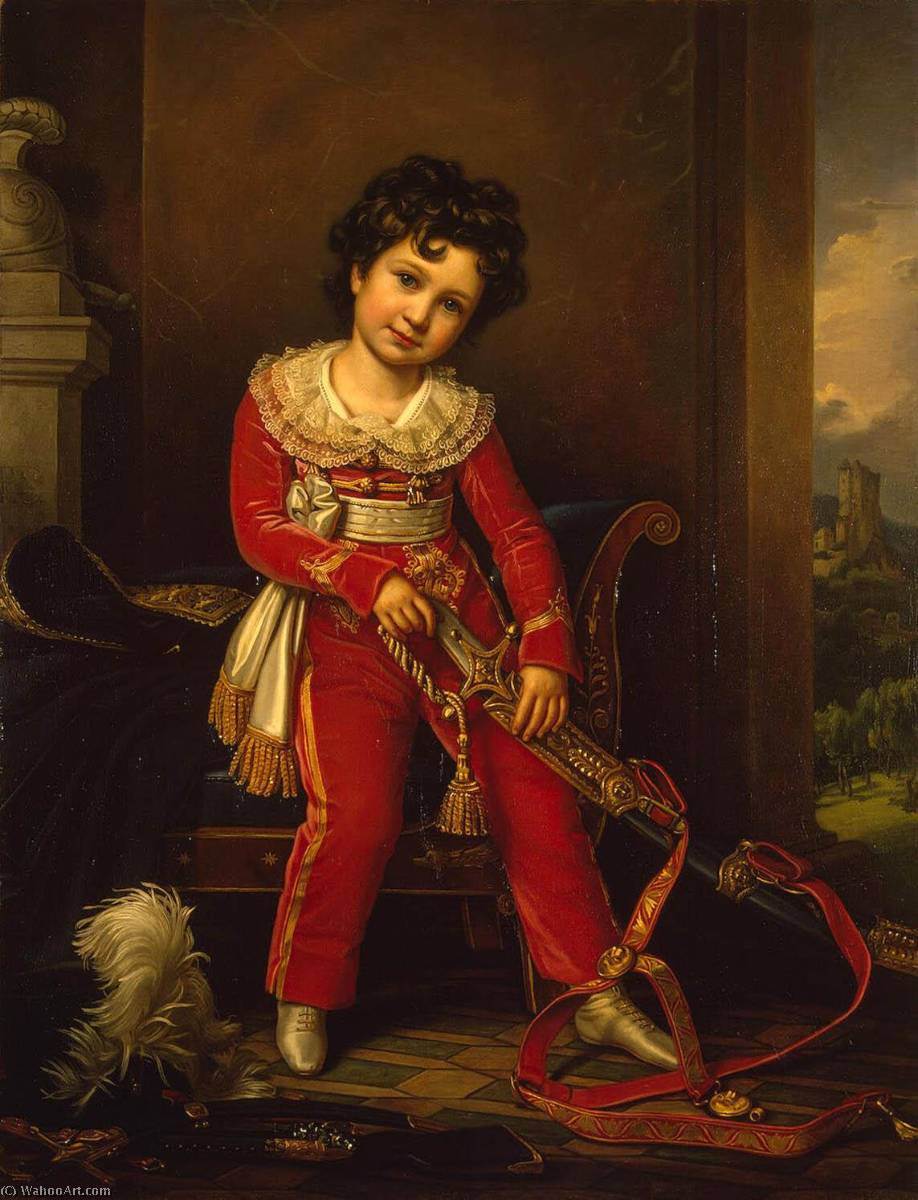
Maximiliano, Duque de Leuchtenberg

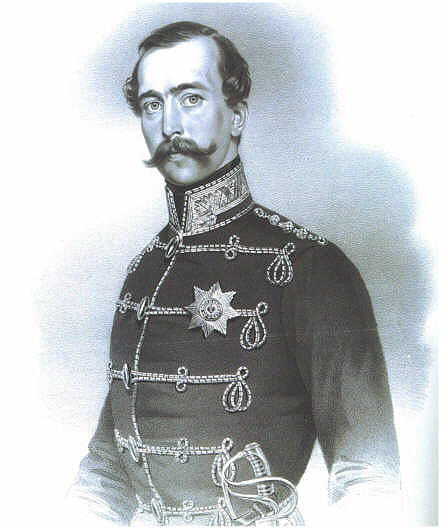
Maximiliano de Beauharnais, 3° Duque de Leuchtenberg

### Filhos
| Imagem | Nome                                     | Nascimento              | Morte                   | Notas |
| ------ | ---------------------------------------- | ----------------------- | ----------------------- | --- |
|        | Alexandra Maximilianovna de Leuchtenberg | 9 de abril de 1840      | 12 de agosto de 1843    | Morreu na infância.                                                                                                 |
|        | Maria Maximilianovna de Leuchtenberg     | 16 de outubro de 1841   | 16 de fevereiro de 1914 | Casou-se com Guilherme de Baden, com descendência.                                                                  |
|        | Nicolau Maximilianovich de Beauharnais   | 4 de agosto de 1843     | 6 de janeiro de 1891    | Casou-se com Nadeshda Sergeevna Annenkova, com descendência                                                         |
|        | Eugênia Maximilianovna de Leuchtenberg   | 1 de abril de 1845      | 4 de maio de 1925       | Casou-se com Alexandre de Oldemburgo, com descendência                                                              |
|        | Eugênio Maximilianovich de Beauharnais   | 8 de fevereiro de 1847  | 31 de agosto de 1901    | Casou-se com Daria Opotchinina, com descendência Casou-se com Zinaida Skobeleva, sem descendência                   |
|        | Sérgio Maximilianovich de Beauharnais    | 20 de dezembro de 1849  | 24 de outubro de 1877   | Não se casou, morreu aos 27 anos                                                                                    |
|        | Jorge Maximilianovich de Beauharnais     | 29 de fevereiro de 1852 | 16 de maio de 1912      | Casou-se com Teresa Petrovna de Oldemburgo, com descendência Casou-se com Anastásia do Montenegro, com descendência |